# Rubén Andújar Pimentel
Rubén Andújar Pimentel (San Pedro de Macorís, República Dominicana,  23 de octubre de 1931 - 14 de agosto de 2020) fue un reconocido médico cirujano, humanista y servidor público, pionero en la cirugía del tórax en el país y fundador de la primera escuela de cirugía general. Maestro de la medicina dominicana, es considerado el padre de la residencia quirúrgica del país, siendo una de las figuras centrales en la especialización médica de la República Dominicana.

## Educación
Cursó estudios primarios y secundarios en la ciudad de Santo Domingo, entonces ciudad Trujillo. Se graduó de doctor en Medicina en la Universidad de Santo Domingo, el 28 de octubre de 1955. 
En plena dictadura, viaja a Estados Unidos donde permanece por varios años, realizando estudios de especialización, cursando el Internado Rotatorio en el St. Mary’s Hospital en Hoboken, Nueva Jersey y las residencias en Cirugía General y Cirugía Torácica en el Jersey City Medical Center, Seton Hall College of Medicine y en el Municipal TB Sanatorium de Chicago, respectivamente.

## Carrera Profesional
A su regreso al país, en 1962 fue designado jefe de Cirugía del Hospital Antituberculoso “Dr. Rodolfo de la Cruz Lora”. En el año 1963 fue nombrado jefe de Cirugía del Hospital Dr. Luis E. Aybar, posición que ejerció durante  más de cuarenta años. Fue el médico de cabecera del expresidente Juan Bosch. Durante la Guerra de Abril de 1965, el doctor Rubén Andújar estuvo al frente del equipo de cirujanos en el hospital Luis E. Aybar. El Hospital Luis E. Aybar estaba en el centro de la lucha armada, por lo que le tocó atender a la mayor parte de los heridos de guerra en condiciones muy precarias y sin electricidad.
Durante más de 50 años fue servidor público, siendo jefe de cirugía del Hospital Luis E. Aybar, donde también fue su director de 1982 a 1985. Dirigió durante cuatro años (1970-1974) el Departamento de Cirugía de la Universidad Autónoma de Santo Domingo (UASD).
Fundador de la primera Residencia de Cirugía General del país: la escuela del Hospital Luis E. Aybar, de donde han egresado destacados cirujanos dominicanos esparcidos hoy por todo el territorio nacional y en el extranjero.

## Vida Académica
Impartió docencia en las aulas universitarias durante más de cinco décadas. Su carrera como docente se inicia en el 1966 en la Escuela de Medicina de la Universidad Autónoma de Santo Domingo. 
En 1971 ya es nombrado profesor adjunto y en 1993 Profesor Titular hasta ser nombrado profesor meritísimo, el más alto honor que concede esa Casa de Estudios. Además, ejerció la docencia en la Universidad Iberoamericana y en la Universidad Central del Este.

## Cargos Honoríficos
Miembro de numerosas sociedades médicas del país y del extranjero, entre estas últimas, podemos citar el American College of Surgeons; el American College of Chest Physicians; el Internacional College of Surgeons, cuyo capítulo dominicano presidió; la Sociedad Iberoamericana de Cirujanos; la Sociedad Cubana de Cirugía, de la cual fue miembro de honor.  Asimismo, en el 2013 fue reconocido como miembro honorario de la Academia Dominicana de la Medicina.
Presidió la Asociación Médica Dominicana de 1971 a 1972;  el Colegio Dominicano de Cirujanos en 1976 y la Sociedad Dominicana de Neumología y Cirugía del Tórax en 1996.

## Distinciones y Reconocimientos
- En 1993, la Asociación Médica Dominicana, le otorga el título de Maestro de la Medicina Dominicana.
- En 1993, la Sociedad de Neumología y Cirugía del Tórax le otorgó un reconocimiento como “ejemplo científico y ético en el ejercicio de la cirugía de tórax en la Republica Dominicana”.
- En 1994, en el 20 aniversario de su fundación, el Colegio Dominicano de Cirujanos, en cuya creación trabajó arduamente junto con otros cirujanos, lo reconoció como miembro y directivo prominente de la institución.
- En 1998, por resolución de la Sala Capitular del Ayuntamiento del Distrito Nacional fue declarado “Munícipe Distinguido de la Ciudad de Santo Domingo”.[1]
- En el 2000, la Presidencia de la República le otorgó el premio a la “Excelencia Profesional”.
- En el 2000, la Secretaría de Estado de Salud Pública y Asistencia Social y el Colegio Dominicano de Cirujanos le otorga el Máximo Galardón en su especialidad, por su aporte al conocimiento y desarrollo de la cirugía en República Dominicana.
- En 2003, la UASD lo reconoce como profesor meritísimo.[1]
- En 2007, la Presidencia de la República, la Secretaría de Salud Pública y el Colegio Dominicano de Cirujanos, lo reconocen por sus cincuenta años de ejercicio profesional y sus valiosos aportes a la salud en el país.[1]
- En 2008, el Colegio Dominicano de Cirujanos y la Residencia de Cirugía de la Ciudad Sanitaria Luis E. Aybar lo reconocen por ser el fundador de la primera escuela de cirugía general del país.
- En 2009, la Federación Panamericana de Asociaciones de Facultades y Escuelas de Medicina le entregó la Orden al Mérito Francisco Hernández por su relevante contribución al desarrollo de la educación médica de Las Américas.
- En 2011, el hospital miliar Dr. Ramón de Lara y el Colegio Dominicano de Cirujanos lo reconocen por su ardua labor, por ser el fundador de la primera residencia de cirugía general en el país y por haber dado lo mejor de su vida para la formación de los cirujanos dominicanos.
- En 2011, en un emotivo acto es designado con su nombre el quirófano de neurocirugía del Centro Cardio Neuro Oftalmológico y Trasplante (CECANOT).
- En 2013, el Colegio Médico Dominicano designa con su nombre el salón donde sesiona el comité ejecutivo de esa entidad.
- En 2013, fue designado Miembro Honorario de la Academia Dominicana de Medicina.[6]
- En 2014, el Hospital Ney Arias Lora lo reconoce por sus valiosos aportes a la salud de República Dominicana.
- En 2015, el CECANOT le dedicó la quinta jornada científica de esa entidad, destacando su labor como maestro y en el campo de la medicina social.
- En 2019, el Colegio Dominicano de Cirujanos de la República Dominicana le otorgó su máximo galardón, Maestro de la Cirugía Dominicana.[2]
- En 2020, el Colegio Médico Dominicano (CMD) le rinde un homenaje póstumo en reconocimiento a su labor.[7][8]